# Lucasidia rherissa
Lucasidia rherissa là một loài bướm đêm trong họ Noctuidae.